# 梅埃尔 (卢瓦尔-谢尔省)
梅埃尔（法語：Méhers）是法国卢瓦尔-谢尔省的一个市镇，属于罗莫朗坦朗特奈区（Romorantin-Lanthenay）圣艾尼昂县（Saint-Aignan）。该市镇总面积18.27平方公里，2009年时的人口为322人。

## 人口
梅埃尔人口变化图示